# سفينغوبيوم
السفينغوبيوم (بالإنجليزية: Sphingobium)‏ هو نوع يختلف عن السفينغومونات (بالإنجليزية: Sphingomonas)‏ بكونها معزولة عن التراب بوجه عام.
منها صنف يتغذى على خماسي كلور الفينول.